# 清平官
清平官，南诏官名。相当于唐之宰相，共六人，具体官名有“坦绰”、“布燮”（Bol‧xienl）、“久赞”。继南诏之后的大长和国、大天兴国、大义宁国、大理均沿置。 南诏最高行政长官统称“清平官”，六人七人不等，分别又称“坦绰”、“布燮”、“久赞”。复有“酋望”、“正酋望”，地位稍次。清平官每天与诏王参议处理内外大事，相当于中原的宰相。清平官中设“内算官”一人，掌握机密，代诏王判押处置文书，威权极重。另有“副内算官”二人，协助“内算官”处理政务。其余均为“外算官”，分掌各个执事部门。